# Глики, Владимир Георгиевич
Владимир Георгиевич (Егорович) Глики (1847—1887) — русский медик, приват-доцент Московского университета; доктор медицины.

## Биография
Родился 10 (22) июля 1847 года. Получил образование в 3-й Московской гимназии, которую окончил с золотой медалью в 1864 году, и на медицинском факультете Московского университета. По окончании курса с отличием и с золотой медалью за сочинение: «О тождественности сетчатых оболочек» (1869), состоял в том же университете сверхштатным ассистентом при кафедре физиологии и приват-доцентом (1875—1887 гг.).
В 1876 году получил степень доктора медицины после защиты диссертации: «К вопросу об электрической возбудимости большого мозга».
Умер 17 февраля (1 марта) 1887 года в Москве. Похоронен на Ваганьковском кладбище, вместе с братом Петром (1845—1885); могила утрачена.
Напечатал в «Eckard's Beiträge» (В. VII, Н. 3) статью: «О путях, по которым распространяется возбуждение так называемых психомоторных центров в головном мозгу» (1876).